# Cratere Golitsyn
Golitsyn è un cratere lunare di 35,47 km situato nella parte sud-orientale della faccia nascosta della Luna, nella parte sudoccidentale dei Montes Rook. Questi formano uno degli anelli che si trova attorno al Mare Imbrium. Il cratere si trova nel mezzo di una regione irregolare ed accidentata che contiene pochi altri crateri di interesse.
Il bordo è circolare ma irregolare e un cratere minore si trova lungo la parte nord-nordovest. L'orlo è definito e i materiali lungo le strette pareti interne formano dei cumuli nella base. La superficie interna non ha crateri o altre strutture degne di nota.
Il cratere è dedicato al fisico russo Boris Borisovič Golicyn.

## Crateri correlati
Alcuni crateri minori situati in prossimità di Golitsyn sono convenzionalmente identificati, sulle mappe lunari, attraverso una lettera associata al nome.
| Golitsyn | Coordinate             | Diametro (in km) |
| -------- | ---------------------- | ---------------- |
| J        | 27°40′48″S 103°12′36″W | 19,28            |

Il cratere Golitsyn B è stato ridenominato dall'Unione Astronomica Internazionale Fryxell nel 1985.